# Per l'onore di una donna
Per l'onore di una donna (Um eines Weibes Ehre) è un film muto del 1923 diretto da Rudolf Biebrach. Prodotto da Peter Ostermayr per la Messter, il film aveva come interpreti Lucy Doraine, Fritz Greiner, Emil Fenyö, Toni Wittels.

## Produzione
Il film fu prodotto dalla Messter-Ostermayr-Film GmbH (München).

## Distribuzione
Distribuito dalla Messtro-Film Verleih GmbH, uscì nelle sale cinematografiche tedesche presentato in prima a Monaco di Baviera nel marzo 1924.